# Соснувка (Свентокшиське воєводство)
Соснувка (пол. Sosnówka) — село в Польщі, у гміні Нова Слупя Келецького повіту Свентокшиського воєводства.
Населення — 512 осіб (2011).
У 1975-1998 роках село належало до Келецького воєводства.

## Демографія
Демографічна структура на день 31 березня 2011 року:
|          | Загалом | Допрацездатний вік | Працездатний вік | Постпрацездатний вік |
| -------- | ------- | ------------------ | ---------------- | -------------------- |
| Чоловіки | 263     | 54                 | 176              | 33                   |
| Жінки    | 249     | 42                 | 143              | 64                   |
| Разом    | 512     | 96                 | 319              | 97                   |